# 21744 Meliselinger
21744 Meliselinger è un asteroide della fascia principale. Scoperto nel 1999, presenta un'orbita caratterizzata da un semiasse maggiore pari a 2,4204004 UA e da un'eccentricità di 0,1765320, inclinata di 2,33839° rispetto all'eclittica.